# Бояро-Лежачівська сільська рада
Боя́ро-Лежачі́вська сільська́ ра́да — колишній орган місцевого самоврядування в Путивльському районі Сумської області. Адміністративний центр — село Бояро-Лежачі.

## Загальні відомості
- Населення ради: 656 осіб (станом на 2001 рік)

## Населені пункти
Сільській раді були підпорядковані населені пункти:
- с. Бояро-Лежачі
- с. Дорошівка
- с. Кружок
- с. Рівне

## Склад ради
Рада складалася з 12 депутатів та голови.
- Голова ради: Перепелиця Микола Васильович
- Секретар ради: Аксенко Любов Миколаївна

### Керівний склад попередніх скликань
| Прізвище, ім'я, по батькові    | Основні відомості                                                         | Дата обрання | Дата звільнення |
| ------------------------------ | ------------------------------------------------------------------------- | ------------ | --------------- |
| Манжарова Тетяна Олександрівна | Сільський голова, 1955 року народження                                    | 26.03.2006   | 31.10.2010      |
| Перепелиця Микола Васильович   | Сільський голова, 1956 року народження, освіта вища, член Партії регіонів | 31.10.2010   |                 |

Примітка: таблиця складена за даними сайту Верховної Ради України